# Dorian Hauterville
Dorian Hauterville (Lyon, 27 de abril de 1990) es un deportista francés que compite en bobsleigh en la modalidad doble. Ganó una medalla de bronce en el Campeonato Europeo de Bobsleigh de 2019, en la prueba doble.

## Palmarés internacional
| Campeonato Europeo | Campeonato Europeo   | Campeonato Europeo | Campeonato Europeo |
| Año                | Lugar                | Medalla            | Prueba             |
| ------------------ | -------------------- | ------------------ | ------------------ |
| 2019               | Königssee (Alemania) | Medalla de bronce  | Doble              |